# إيدي غوردو
إيدي غوردو (エディ・ゴルド Edi Gorudo) شخصية في سلسلة لعبة الفيديو القتالية تيكن وهو برازيلي من أصل أفريقي (Afro-Brazilian). وظهر لأول مرة في تيكن 3,وظهر في كل الألعاب التالية (على الرغم من أنه لم يكن مشاركة حقيقية في تيكن 4).

## وصلات خارجية
- تيكن ويكي
- تيكنبيديا الإنجليزية